# Џими Џонсон
Џими Кенет Џонсон (енгл. Jimmie Kenneth Johnson; 17. септембар 1975) професионални је амерички аутомобилиста и рели возач. Највећи део своје каријере је провео у тиму Hendrick Motorsports у којем је возио Шевролет са бројем 48. Седмоструки је шампион NASCAR купа и сматра се једним од најбољих аутомобилиста свих времена.